# コンスタンディノス・ステファノプロス

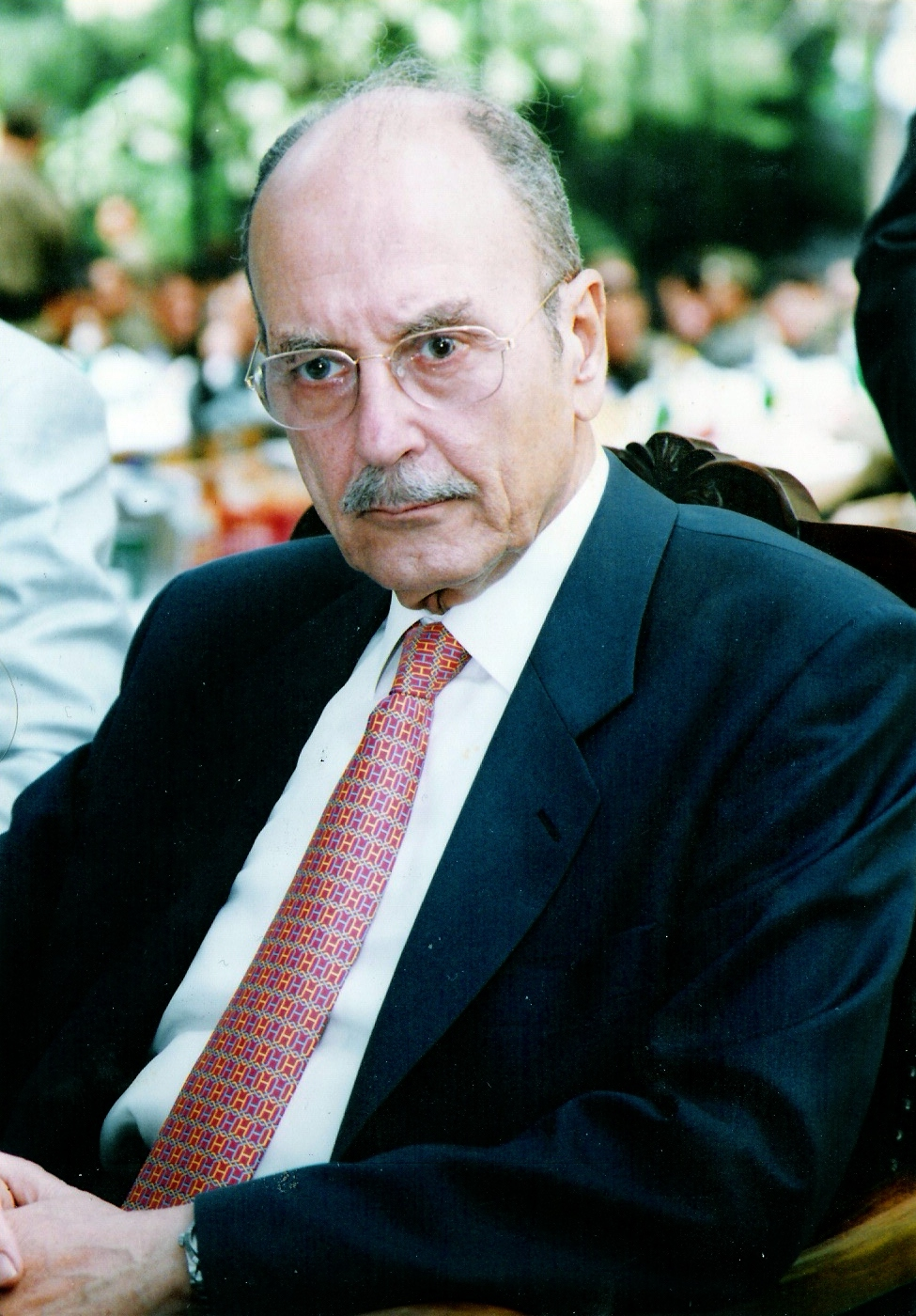
コンスタンディノス・ステファノプロス

コンスタンディノス・ステファノプロス（Κωνσταντίνος Στεφανόπουλος, Konstantinos Stephanopoulos, 1926年8月15日 - 2016年11月20日）はギリシャの政治家。1995年から2期10年に渡り大統領を務めた。
ペロポネソス半島の都市パトラで生まれた。
アテネ大学法学部を卒業後、故郷に戻り弁護士を開業した。1964年の総選挙で当選後、1974年に行われた民主化後初の選挙では新民主主義党から立候補し当選した後、1985年まで党の重役を歴任した。
党首選にも2度立候補している。閣僚経験は次のとおり。
- 商業大臣　　　1974年
- 内務大臣　　　1974年 - 1976年
- 社会福祉大臣　1976年 - 1977年
- 総理府大臣　　1977年 - 1981年

　
1985年に新民主主義党を離党し新党を結党したが、1994年の欧州議会選挙で敗北した後解党し政界を引退した。
1995年に全ギリシャ社会主義運動などの賛成により大統領に選出された。2000年に再選され2期つとめた。
2004年には、国家元首として2004年アテネオリンピック・2004年アテネパラリンピックの開会宣言を行った。